# Renta de población
Renta de población era un impuesto real cobrado durante la Edad Moderna en el Reino de Granada, cuya reconquista por los Reyes Católicos dio origen a un sistema fiscal específico, al no estar sujeto a los impuestos comunes de la Corona de Castilla. Su precedente lejano sería el impuesto de la martiniega.
El origen de la renta de población es el repartimiento de tierras y casas entre los repobladores cristianos. Repartidas en suertes, fueron dadas a censo en 1571, por un precio moderado (un real por casa), pero al que se añadía un segundo diezmo equivalente al debido a la Iglesia, lo que lo hacía prácticamente imposible de pagar, dada la productividad propia de la época preindustrial. Sucesivos reglamentos suavizaron el impuesto e hicieron redimibles los censos.
El monto total del cobro del impuesto supondría 28,5 millones de maravedíes, aunque las cifras se discuten en paralelo con las de otra renta del Reino de Granada, la farda. Otras rentas de Granada eran la abuela, la seda y el azúcar.